# Lasioglossum engeli
Lasioglossum engeli är en biart som beskrevs av Genaro 2001. Lasioglossum engeli ingår i släktet smalbin, och familjen vägbin. Inga underarter finns listade i Catalogue of Life.